# Кедзя
Кедзя — деревня в Дебёсском районе Удмуртской республики.

## География
Находится в восточной части Удмуртии на расстоянии приблизительно 20 км на юг-юго-запад по прямой от районного центра села Дебёссы.

## История
Известна с 1722 года как деревня Кидзе с 17 дворами, в 1748 уже Кыдзя, в 1873 Кедзя (Кыдзя) с 10 дворами, в 1893 году отмечено 28 дворов (23 удмуртские, 5 русские), в 1905 — 31, в 1924 — 38. Первопоселенцы были из Большой Пурги. До 2021 года входила в состав Старокычского сельского поселения.

## Население
Постоянное население составляло 60 мужчин (1727), 24 (1748), 83 (1873), 179 (1893), 245 (1905), 258 (1924), 51 человек в 2002 году (удмурты 84 %), 38 в 2012.